# Equipo Alemán Unificado en los Juegos Olímpicos de Innsbruck 1964
El Equipo Alemán Unificado estuvo representado en los Juegos Olímpicos de Innsbruck 1964 por un total de 96 deportistas que compitieron en 10 deportes.  
El portador de la bandera en la ceremonia de apertura fue el esquiador de combinada nórdica Georg Thoma.

## Medallistas
El equipo olímpico alemán obtuvo las siguientes medallas:
| Nombre                            | Deporte            | Competición  |
| --------------------------------- | ------------------ | ------------ |
| Oro                               |                    |              |
| Thomas Köhler                     | Luge               | Individual M |
| Ortrun Enderlein                  | Luge               | Individual F |
| Manfred Schnelldorfer             | Patinaje artístico | Individual M |
| Plata                             |                    |              |
| Klaus-Michael Bonsack             | Luge               | Individual M |
| Ilse Geisler                      | Luge               | Individual F |
| Marika Kilius Hans Jürgen Bäumler | Patinaje artístico | Parejas      |
| Bronce                            |                    |              |
| Georg Thoma                       | Combinada nórdica  | Individual M |
| Wolfgang Bartels                  | Esquí alpino       | Descenso M   |
| Hans Plenk                        | Luge               | Individual M |